# 北斗七星

北斗七星

北斗七星是由北天七顆排列成斗形的亮星組成的星官，與大熊座尾部重疊，由於容易辨識，所以常用作指示方向。北斗七星的中國星名由斗口至斗杓依序為天樞、天璇、天璣、天權、玉衡、開陽和瑤光，前四星稱「斗魁」；後三星稱「斗杓」，二者合而为斗。依西方拜耳命名法則依序稱大熊座α、大熊座β、大熊座γ、大熊座δ、大熊座ε、大熊座ζ和大熊座η。通過斗口的兩顆星連線，朝天璇至天樞方向延長5倍可以找到北極星，這兩顆也稱作「指極星」。
| 星名 | 術數名 | 視星等 | 距離 （光年） | 英文名 | 阿拉伯文                   | 拜耳命名法 | 縮寫  |
| ---- | ------ | ------ | ------------- | ------ | -------------------------- | ---------- | ----- |
| 天樞 | 貪狼   | 1.79   | 124           | Dubhe  | الدب (Al-Dubb)             | 大熊座α    | α UMa |
| 天璇 | 巨門   | 2.34   | 79            | Merak  | المراق (Al-Mi'raq)         | 大熊座β    | β UMa |
| 天權 | 文曲   | 3.32   | 81            | Megrez | المغرز (Al-Maghriz)        | 大熊座δ    | δ UMa |
| 天璣 | 祿存   | 2.41   | 84            | Phecda | فخذ الدب (Fakhidh al-Dubb) | 大熊座γ    | γ UMa |
| 玉衡 | 廉貞   | 1.76   | 81            | Alioth | اليعوث (Al-Yaqūth)         | 大熊座ε    | ε UMa |
| 開陽 | 武曲   | 2.23   | 78            | Mizar  | ميزر (Mīzar)               | 大熊座ζ    | ζ UMa |
| 瑤光 | 破軍   | 1.85   | 101           | Alkaid | القائد (al-Qāʾid)          | 大熊座η    | η UMa |

《史記天官書》：「斗為帝車，運于中央，臨制四鄉。分陰陽，建四時，均五行，移節度，定諸紀，皆繫於斗」索隱引宋均注「是大帝乘車巡狩，故無所不紀也。」指天帝以北斗為車，巡視四方，於陰陽、四時、五行、節氣、曆紀，無不加以條理，而這些天時、曆數之變化，皆與北斗相繫。《五行大義》亦說「北斗居天之中，當昆崙山之上，運轉所指，隨二十四氣，正十二辰，建十二月。又州國分野、年命莫不政之，故為七政。北斗七星據璇璣玉衡以齊七政。」
這種對於北斗的重視，來自於北斗和古代曆法的密切關係。例如古人於昏時觀察斗柄方向的變化，作為判斷季節的標誌，在戰國時期古籍《鶡冠子》記載「斗柄東指，天下皆春；斗柄南指，天下皆夏；斗柄西指，天下皆秋；斗柄北指，天下皆冬。」（不過由於歲差造成的偏移，古、今北斗柄在昏時的指向已經不同）。

## 稱呼
- 漢語的湘語裡，北斗七星稱為「麻人七姊妹」[5]
- 北斗七星各星之名，始見於漢代緯書《春秋運斗樞》： 「斗第一天樞，第二璇，第三機，第四權，第五衡，第六開陽，第七搖光。第一至第四為魁，第五至第七為杓（斗杓又稱為斗剛、斗罡）[6]，合而為斗，居陰布陽，故稱北斗。」，亦見於《五行大義》、《晉書天文志》、《隋書天文志》、《史記索隱》。北斗七星和中宮天極星（即北極星），合稱為「斗極」。
- 《春秋文耀鉤》以「玉衡屬杓，魁為旋璣」，將璇璣釋為北斗魁四星，玉衡釋作杓三星。（璇璣玉衡尚有其他解釋，《尚書大傳》、《說苑》釋旋璣為北極星，馬融、鄭玄、偽孔傳釋璇璣玉衡為觀測天象的儀器，如渾天儀之類。）
- 在術數之中，天樞為貪狼 ，天璇為巨門，天璣為祿存，天權為文曲 ，玉衡為廉貞，開陽為武曲，搖光為破軍，典出《五行大義》所引《黃帝斗圖》。這些稱呼後來為唐密以及道教有關北斗的宗教經典所吸收。[7]

## 北斗九星
古代傳有北斗九星，以為北斗七星顯明，另有二星隱而不見。《楚辭》王逸注：「九鬿（錢大昕指九鬿為九魁之訛寫），謂北斗九星也。」《史記索隱》引徐整《長曆》曰：「北斗九星，相去九千里。其二陰星不見者，相去八千里。」陶宏景《冥通記》曰:「北斗有九星，今星七見，二隱不出。」五代徐铉《步虚词》诗曰：“整服乘三素，旋纲蹑九星”。
北斗第八星和第九星所指為何，主要有三種說法：
- 《文選》六臣注以北斗七星、玄戈、招搖為九星。[9]
- 洪興祖《楚辭補註》以北斗七星、輔星、招搖為九星。[10]
- 《宋史天文志》以北斗七星、弼星（瑤光之右）、輔星（開陽之左）為九星。

張洞玄《玉髓真經》指北斗只有七星並輔星，今術家益之，曰左輔右弼，共為九星。竺可楨引《史記天官書》矛、盾為一組，認為北斗七星、玄戈、招搖為九星。辛德勇指九星北斗之說出自緯書，並認為緯學家最可能增列輔與招搖為九星，因為不會破壞北斗的基本型態，視星等和北斗七星也不會相差太多。
费正清中国研究中心、夏威夷大学马诺阿分校教授Andersen在其道教作品《The Practice of Bugang》中认为輔星为开阳双星中的开阳增一，又称大熊座80：“... two "assistant" stars: Fuxing 輔星 (Alcor, 80 Ursae Majoris) and Bixing 弼星, an invisible star near the handle of the Dipper.”。但也有认为輔星和弼星都是梅西耶天体的。
道教除了以北斗七星集合為一神北斗星君外，也分称北斗七星为“七元解厄星君”，即：天枢宫贪狼星君、天璇宫巨门星君、天玑宫禄存星君、天权宫文曲星君、玉衡宫廉贞星君、開阳宫武曲星君、瑶光宫破军星君。傳說能看見輔星、弼星的人可以得到長壽。道教认为祈禳北斗，可以消灭解厄，還衍生出修行的的斗法。《三国演义》写诸葛亮病重，在军帐中设香花祭物，行法祈禳北斗。
這九星在《雲笈七籤》24卷「北斗九星職位總主」的別名分別是：第1陽明星、第2陰精星、第3真人星、第4玄冥星、第5丹元星、第6北極星、第7天關星、第8洞明星（輔星）、第9隱元星（弼星），由九位大帝各主其星，攝理二十八個星辰。

## 指向

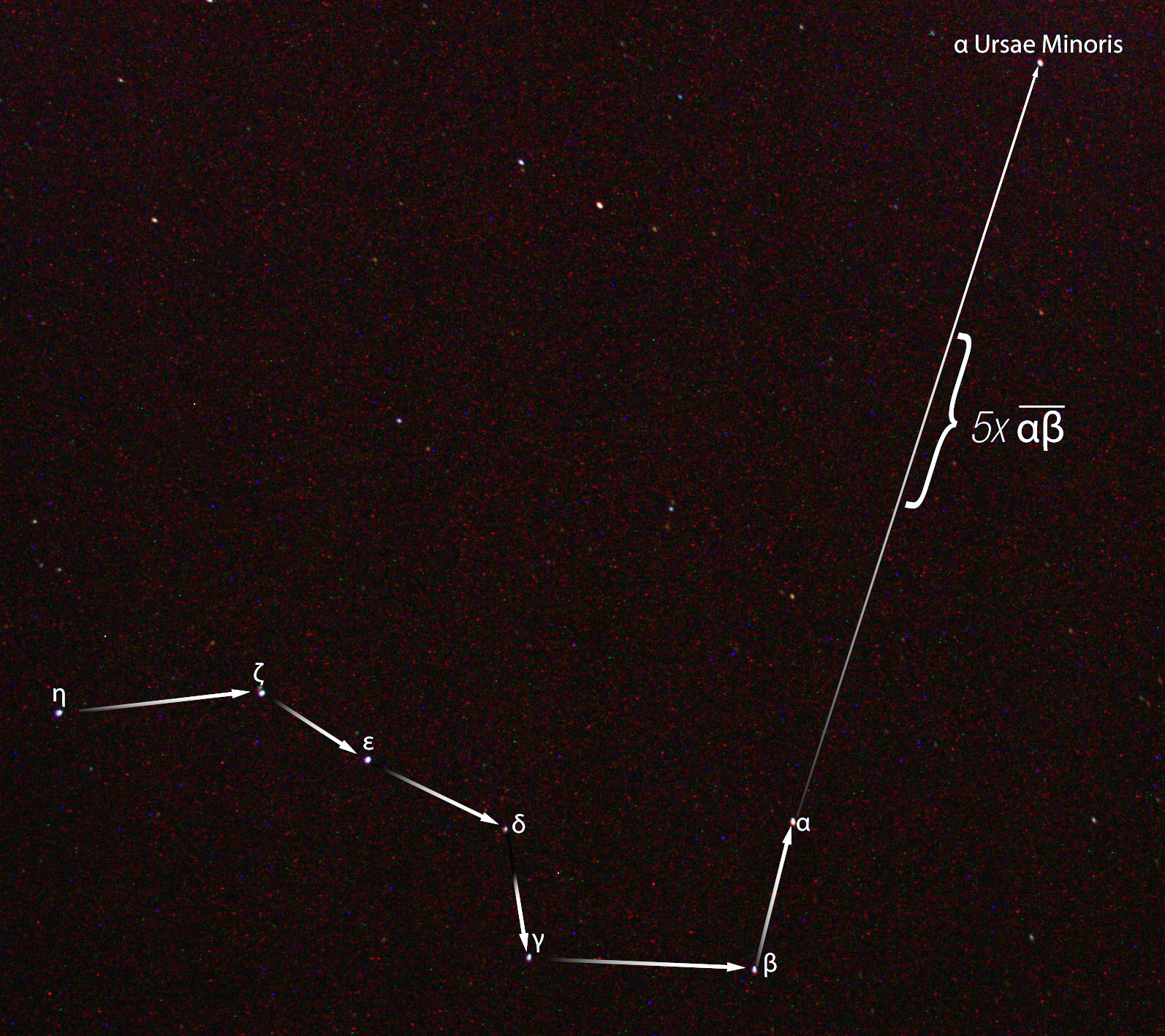
從天璇（大熊座β）向天樞（大熊座α）聯線，並且再延長五倍的距離，就可以找到北極星勾陳一（小熊座α）。

通过北斗七星，我们可以找到许多知名天体。沿天璇、天枢方向，可以找到北极星，沿天权、天枢方向，可以找到五车二，沿天权、天璇方向，可以找到北河二，沿天权、天玑方向，可以找到轩辕十四，沿“勺柄”往外方向，可以找到大角星，沿天玑、天权方向，可以找到织女星。
- 在北美洲，這個星群也稱為酒葫蘆，是大熊座星座的一部分。大熊座中這兩顆非常靠近，並且可以指引出北極星。北極星是一顆拱極星，並且幾乎永遠在正確的指出北方方向。因此，北美洲有個民間傳說，所有的黑奴都喜歡尋找酒葫蘆，跟隨它就可以找到北極星，到可以獲得自由的北方。

## 北斗增十六星
清钦天监1752年编成《仪象考成》星表，北斗增加了16颗肉眼可见的星。
| 傳統星名 | 縮寫   | 所屬星座 | 備註 |
| -------- | ------ | -------- | ---- |
| 天枢增一 | 32 UMa | 大熊座   |      |
| 天枢增二 | 35 UMa | 大熊座   |      |
| 天枢增三 | 38 UMa | 大熊座   |      |
| 天璇增一 | 36 UMa | 大熊座   |      |
| 天璇增二 | 37 UMa | 大熊座   |      |
| 天璇增三 | 42 UMa | 大熊座   |      |
| 天璇增四 | 41 UMa | 大熊座   |      |
| 天璇增五 | 39 UMa | 大熊座   |      |
| 天璇增六 | 40 UMa | 大熊座   |      |
| 天璇增七 | 43 UMa | 大熊座   |      |
| 天璇增八 | 44 UMa | 大熊座   |      |
| 天权增一 | 74 UMa | 大熊座   |      |
| 天权增二 | 70 UMa | 大熊座   |      |
| 天权增三 | 73 UMa | 大熊座   |      |
| 开阳增一 | 80 UMa | 大熊座   |      |
| 开阳增二 | 82 UMa | 大熊座   |      |

## 各地拍摄的北斗七星

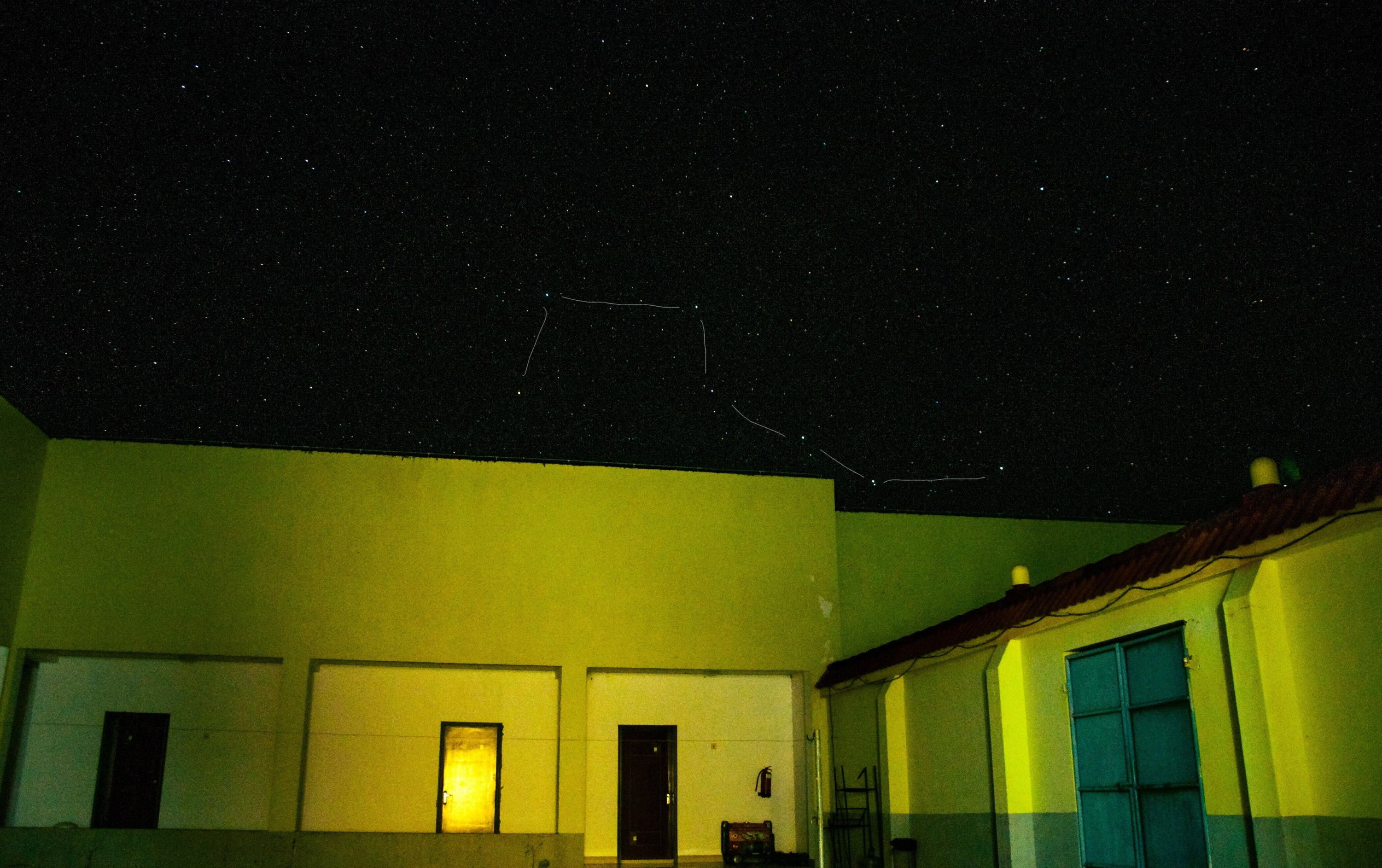
2018年春节午夜在坦桑尼亚莫罗戈罗省达卡瓦镇拍摄位于房顶上的北斗七星
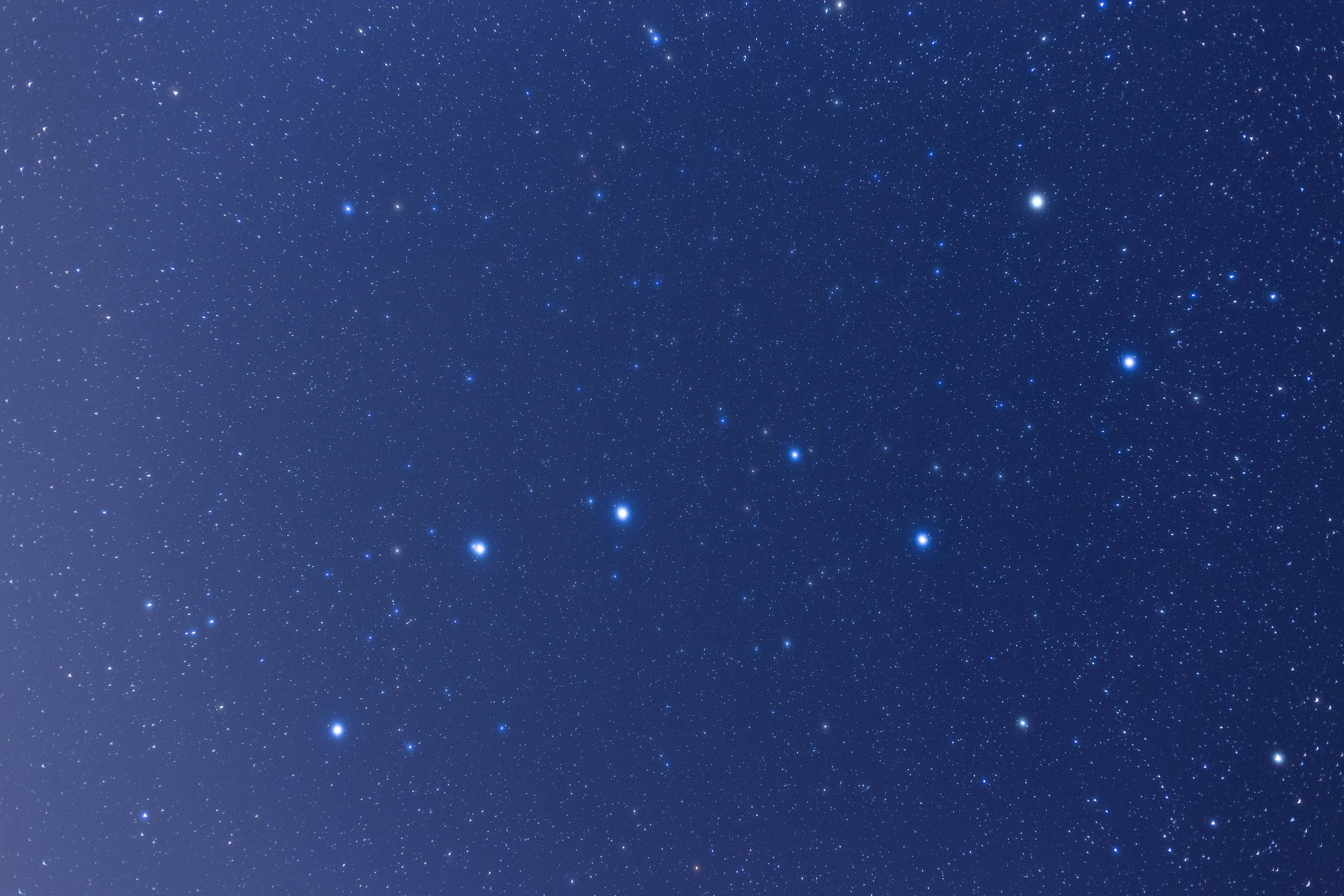
2021年1月16日凌晨在中国福建省福州市永泰县拍摄的北斗七星